# Serra de Maldanell
La Serra de Maldanell és una serra situada al municipi de Maldà a la comarca de l'Urgell, amb una elevació màxima de 493 metres.